# Ришард Петру
Ришард Єжи Петру (пол. Ryszard Jerzy Petru; *6 липня 1972, Вроцлав, Польща) — польський економіст і політик, президент Асоціації польських економістів, засновник і голова партії Сучасна (пол. Nowoczesna), депутат Сейму VIII скликання.

## Біографія
Народився у Вроцлаві, в сім'ї фізиків, університетських працівників. У Вроцлаві закінчив середню школу та рік навчався на факультеті комп'ютерних наук та менеджменту Вроцлавської Політехніки, потім переїхав до Варшави, де закінчив Варшавську школу економіки. Під час навчання був асистентом депутата Владислава Фрасинюка. З 1995 року був асистентом Лешка Бальцеровича, а в 1997–2000 роках, коли той був заступником прем'єр-міністра та міністром фінансів, був його радником.
У 2001–2004 роках — економіст Світового банку, пізніше працював на керівних посадах в кількох польських банках.
В 2011 році обраний головою Товариства польських економістів.
Автор публікацій на економічні теми.
У травні 2015 року, Ришард Петру заснував фонд Сучасна РП (пол. Nowoczesna RP). У серпні 2015 року було зареєстровано політичну партію Сучасна Ришарда Петру.
На парламентських виборах у жовтні того ж року Ришард Петру отримав в столичному виборчому окрузі мандат депутата сейму восьмого скликання. Партія на цих виборах посіла четверте місце з підтримкою 7,6%, що дало їй 28 депутатів Сейму
.